# 14è Festival Internacional de Cinema de Berlín
El 14è Festival Internacional de Cinema de Berlín va tenir lloc entre el 26 de juny i el 7 de juliol de 1964. La pel·lícula sueca 491 de Vilgot Sjöman va ser rebutjada pel director del festival Alfred Bauer a causa de la seva naturalesa controvertida. L'Os d'Or fou atorgat a la pel·lícula turca Susuz Yaz dirigida per Metin Erksan.

## Jurat
El jurat d'aquesta edició era format per:
- Anthony Mann (president)
- Hermann Schwerin
- Lucas Demare
- Jacques Doniol-Valcroze
- Yorgos Javellas
- Richard Todd
- Takashi Hamama
- Gerd Ressing

## Pel·lícules en competició
Les següents pel·lícules competiren per l'Os d'Or:
| Títol original                | Director(s)                | País                    |
| ----------------------------- | -------------------------- | ----------------------- |
| Circe                         | Manuel Antín               | Argentina               |
| Die Zeit der Schuldlosen      | Thomas Fantl               | RFA                     |
| El aydi el naema              | Mahmoud Zulfikar           | Egipte                  |
| Faust                         | Michael Suman              | Estats Units            |
| Herrenpartie                  | Wolfgang Staudte           | Iugoslàvia, RFA         |
| Kanojo to kare                | Susumu Hani                | Japó                    |
| Kesällä kello 5               | Erkko Kivikoski            | Finlàndia               |
| L'Amour avec des si           | Claude Lelouch             | França                  |
| La Difficulté d'être infidèle | Bernard Toublanc-Michel    | Itàlia, França          |
| La ragazza di Bube            | Luigi Comencini            | Itàlia, França          |
| La visita                     | Antonio Pietrangeli        | Itàlia, França          |
| Llanto por un bandido         | Carlos Saura               | Espanya, França, Itàlia |
| Los evadidos                  | Enrique Carreras           | Argentina               |
| Mahanagar                     | Satyajit Ray               | Índia                   |
| Night Must Fall               | Karel Reisz                | Regne Unit              |
| Nippon konchuki               | Shōhei Imamura             | Japó                    |
| Of Human Bondage              | Ken Hughes, Henry Hathaway | Regne Unit              |
| Os Fuzis                      | Ruy Guerra                 | Brasil, Argentina       |
| Polnische Passion             | Janusz Piekałkiewicz       | Polònia                 |
| Selvmordsskolen               | Knud Leif Thomsen          | Dinamarca               |
| Susuz Yaz                     | Metin Erksan               | Turquia                 |
| The Pawnbroker                | Sidney Lumet               | Estats Units            |
| Tonio Kröger                  | Rolf Thiele                | França, RFA             |

## Premis
Els premis atorgats pel jurat foren:
- Os d'Or: Susuz Yaz de Metin Erksan
- Os de Plata a la millor direcció: Satyajit Ray per Mahanagar
- Os de Plata a la millor interpretació femenina: Sachiko Hidari per Nippon konchuki i Kanojo to kare
- Os de Plata a la millor interpretació masculina: Rod Steiger per The Pawnbroker
- Os de Plata Premi Extraordinari del Jurat: Ruy Guerra per Os Fuzis
- Premi Festival de la Joventut
  - Millor curt adaptat per la joventut: Alleman de Bert Haanstra
  - Millor pel·lícula adaptada per la joventut: Kanojo to kare de Susumu Hani
- Premi Festival de la Joventut - Menció honorífica
  - Millor curt adaptat per la joventut: Anmeldung de Rob Houwer i Aru kikanjoshi de Noriaki Tsuchimoto
  - Millor pel·lícula adaptada per la joventut: Die Zeit der Schuldlosen de Thomas Fantl
- Premi FIPRESCI
  - La visita d'Antonio Pietrangeli
- Premi FIPRESCI – Menció honorífica
  - The Pawnbroker de Sidney Lumet
- Premi Interfilm 
  - Selvmordsskolen de Knud Leif Thomsen
- Premi OCIC 
  - Kanojo to kare de Susumu Hani
- Premi UNICRIT 
  - Alleman de Bert Haanstra